# Příslovečná spřežka
Příslovečné spřežky jsou výsledkem jednoho ze slovotvorných procesů. Vytvářejí se typicky spojením předložky s podstatným jménem, se zpodstatnělým přídavným jménem, se zájmenem, s číslovkou nebo s příslovcem v rámci adverbizace (adverbializace), jejímž výsledkem je ustrnutí tvarů ohebných slovních druhů nebo frazeologických jednotek či příslovečných spojení a jejich transformace v slovní druh neohebný, a to příslovce. Přitom dochází k vyřazení tvaru z paradigmatu, ke zrušení jeho gramatických kategorií a v závěrečné fázi k přehodnocení morfologické struktury tvaru. V případě předložkových vazeb je toto ustrnutí v některých případech provázeno splynutím (spřažením) v jedno slovo, tedy univerbizací. 

## Čeština

### Typy
Internetová jazyková příručka ÚJČ rozlišuje několik typů příslovečných spřežek podle toho, s jakým slovním druhem se předložka spřahuje. Podobné rozlišení se objevilo už v roce 1943 s tím, že zájmena a číslovky byly spojené do společného bodu.
- s podstatnými jmény (zpravidla, obden)
- se zpodstatnělými přídavnými jmény (doleva, najisto)
- se zájmeny (zasvé, potom)
- s číslovkami (natřikrát)
- s příslovci (najindy, odnaproti)

V širším smyslu se mezi příslovečné spřežky obvykle řadí i ty příslovce, které vznikly jako spřežky ustrnutím a spojením jiných slovních druhů a bez předložky, například dvou neohebných (tamhle, víceméně), dvou ohebných (bohudík) nebo i složitějších frází (jaksepatří, ostošest, jakbysmet).

### Historie teorie a kodifikace
Už Josef Dobrovský a Václav Hanka v některých případech prosazovali psaní dohromady a v mnohém předstihli i dnešní praxi (Dobrovský doporučoval psát osamotě, opolednách, posvých, pohlavě, ale také: bylbych, bylbys, mámli, budeteli atd.). Ve druhé polovině 19. století byl hlavně v některých školních mluvnicích (Matiáš Blažek 1. vyd. 1877, Emanuel Kovář 1889) patrný odklon opačným směrem, zatímco Wenzlův Pravopisný ukazatel (1886) se častěji přiklání k psaní dohromady.
Teprve ve 20. století začala být věnována otázce, co psát zvlášť a co dohromady, větší pozornost. Slovotvorné teorie se pokoušely odlišit složeniny od sloučenin, ale nedosáhly v tom jednotnosti. František Bačkovský se snažil rozlišovat, jak dalece pokročil proces adverbializace. Gebauerova pravidla z roku 1902 (jako první státem schválená pravopisná norma češtiny) vyšla tendenci psaní dohromady do značné míry vstříc, pravidla z roku 1913 a 1957 v tomto směru pokročila ještě dále.
Pravidla českého pravopisu z roku 1941 byla obecně spíše krokem zpět, často k podobě z roku 1902, tedy před pravidla z roku 1913. V situaci ohrožení českého národa se navracela v zájmu sjednocení národa ke staršímu úzu, který tvůrcům připadal více reprezentativní, avšak přinesla tím rozkolísanost a nestabilitu pravopisného systému a z těchto důvodů byla již brzy po válce považovaná za zastaralá a nevyhovující a vznikal tlak na jejích nahrazení. Miloš Dokulil v roce 1959 zmiňuje, že dřívější Pravidla českého pravopisu (z roku 1941) se snažila případy toho druhu jasně rozhodnout: u některých z těchto výrazů uzákonila psaní dohromady, u jiných opět předpisovala psaní zvlášť (např. „zvečera“ pouze dohromady, ale „z jara“ pouze zvlášť), a to často bez gramatického opodstatnění i bez opory v reálném úzu, a navzdory tomu, že tatáž pravidla v obecné části konstatují, že „přechod mezi chápáním takových výrazů jako jednoslovných spřežek a jako skupiny slov je plynulý“ a „ve výslovnosti (v přízvukování) nemáme pro rozlišování obou případů nijaké opory, a že proto v psaní těchto příslovečných spřežek bývá hojně kolísání“. Tedy tato kodifikace podle Dokulila byla „jednoznačná sice, ale poněkud libovolná“ a jazyková teorie ji podrobovala časté kritice.
Psaní dohromady pravidla z roku 1957 nově připustila jako dubletu v případech, kdy zájmeno nebo číslovka má tvar složeného jména přídavného: poprvé i po prvé, podruhé i po druhé, pokaždé i po každé, (vzít) zasvé i za své, a to i pod tlakem skutečnosti, že výrazy typu napoprvé, napodruhé se už dávno předtím psaly dohromady, zatímco po prvé se až do roku 1957 smělo psát pouze zvlášť. U spřežek tvořených podstatnými jmény včetně zpodstatnělých přídavných jmen pravidla z roku 1957 nově připustila zásadně obojí psaní, spřežkové i nespřežkové, až na zvláštní případy, které oddělené psaní dnes již nepřipouštějí, protože jejichž původní složenost je dnes již zcela zastřena a pro dnešní jazykové povědomí jsou tedy nerozložitelné (např. zpět, vůbec, vstříc, stěží). Pouze dohromady se píšou také výrazy, které sice ještě členitelné jsou, ale ve své původní rozčleněné podobě zcela vyšly z užívání (nabíledni, vzápětí), a dále spřežky v těch případech, kdy sice ještě existují původní rozčleněné předložkové výrazy, ale příslovečný význam spřežky se těchto předložkových výrazů natolik vzdálil, že je dnes navzájem neztotožňujeme (na horu vs. nahoru, podobně dohromady, dokonce, nahlas, nakvap, nazmar, občas, zpravidla, zbrusu). Ve všech ostatních případech, kdy mluvnické pojetí jako příslovce a jako předložkového výrazu v příslovečné platnosti jsou si svým významem dosud blízko, ponechávala Pravidla z roku 1957 na vůli píšícího, které z těchto pojetí v rámci plynulosti onoho přechodu zvolí. Přesto zůstala řada případů předložkových výrazů, které mají ve větě platnost příslovečného určení, avšak tendence ke splývání u nich není pozorována a proto pravidla z roku 1957 připouštěla pouze psaní zvlášť: v zimě, v létě, na jaře, na podzim, ve, za dne, v, za noci, od, ze začátku, na začátku. Obecně Pravidla z roku 1957 uváděla doporučení, že v případě pochybnosti je vždy možno napsat předložkové spojení podstatného jména zvlášť. Snaha nerozkolísávat pravopisnou jednotu tam, kde pravopisný obyčej k této jednotě už došel, vedla autory Pravidel z roku 1957 k tomu, že v některých případech ponechala „podle ustáleného zvyku“ jen psaní dohromady: doprava, nalevo, naplno, odjakživa, potichu, zhruba, zprava, zřídka, ztěžka, zticha, zvolna.
Ačkoliv celkově vydání pravidel z roku 1957 předcházela nebývale široká veřejná diskuse a pravidla byla přijata z velké míry pozitivně, právě nejednoznačnost a připuštění značného množství dublet vyvolalo nevoli znejistěných odborníků (korektorů, tiskařů), ale i části veřejnosti, která chtěla mít vše jednoznačně předepsáno.
Pravidla z roku 1993 navázala na pojetí pravidel z roku 1957, která v mnoha případech mluvčímu umožňuje zvolit, zda výraz chápe jako příslovečnou spřežku, nebo jako spojení slov. Pouze aktualizovala výčet příkladů, odstranila z nich příslovečné spřežky, které se již neužívají (vnově, zdrobna, za starodávna nadlouze, nanejhůř, nanejhůře, nanejlépe, nanejlíp, nablízce, odpůldny, pospod, podspod, podspodu, podál, předkročmo, přinožmo), a doplnila některé nové, které se mezitím v praxi ujaly (nově byly připuštěny například spřežky načas, popravdě, vmžiku, popořádku, obrok, přinejlepším, zaprvé, zadruhé, naopak byly nově připuštěny předložkové dublety k dosavadním spřežkám nastejno, naležato, nahladko, nakyselo, nakoso, nazapřenou, napolovic, zanic). V teoretickém výkladu pravidla z roku 1993 vynechala tezi, že spřežky se tvoří hlavně při přeneseném významu nebo při vyjádření stavu, zatímco při dějovém významu zůstává spíše předložkový výraz, a dublety jsou nově údajně uváděny bez ohledu na významový rozdíl.
Některé jevy vyhodnotil kolektiv autorů pravidel z roku 1993 jako problematické na psaní: na čase / načase, s podivem / spodivem, dodneška, protizákonně, vskrytu, odjaktěživa.
Internetová jazyková příručka ÚJČ uvádí, že „hranice chápání určitého výrazu jako spřežky však není ve všech případech jasná, často dochází ke kolísání, a nezřídka proto vedle sebe existují jak podoby psané zvlášť, tak dohromady a jejich význam je totožný“, zatímco některé spřežky už jsou vnímány jako jediné slovo a za spřežky jsou považovány jen etymologicky. IJP se hlouběji nezabývá historií, teorií, spory ani trendy ohledně rozlišování spřežek a vývoje jejich pojetí, ale pouze doporučuje zjistit a ověřit kodifikovaný způsob psaní ve Slovníku spisovné češtiny a v Pravidlech českého pravopisu. Pokud v nich hledaný výraz jako spřežku nenajdeme, pak jde podle Příručky většinou o dvě samostatná slova, a proto je píšeme zvlášť.

### Rozlišování spřežek od nespřažených předložkových vazeb
Takto vytvořená slova se v češtině píšou dohromady, některé příslovečné spřežky ovšem lze psát jak dohromady, tak zvlášť; za tyto příslovečné spřežky je možné považovat třeba například (lze psát například i na příklad) nebo zpočátku (lze psát zpočátku i z počátku).
V některých případech se liší i význam slovního spojení psaného zvlášť a dohromady. Příkladem je například nahoru × na horu (Dej to nahoru. × Šel jsem na horu Praděd.) nebo navíc × na víc (Navíc se to tady už probíralo. × Na víc nemám peníze.)
V některých případech se přípustné způsoby psaní mohou lišit podle významu a použití; například příslovečnou spřežku načerno lze ve významu aplikace černé barvy („obarvit na černo“, „kapr na černo“) psát i zvlášť, ale v přeneseném významu („neoprávněně“, „bez zaplacení“) připouští Slovník spisovné češtiny i Slovník spisovného jazyka českého pouze psaní dohromady (Internetová jazyková příručka ÚJČ ovšem připouští ve všech významech obě varianty).
V pravopisném výkladu Internetová jazyková příručka ÚJČ dělí příslovečné spřežky na tři typy podle toho, zda se význam liší podle způsobu psaní:
- typ například –⁠ na příklad, zpočátku –⁠ z počátku; v těchto případech se v úzu vyskytují oba způsoby psaní a mají stejný význam a stejnou funkci, bývá však rozdíl v četnosti užívání: některé výrazy se v úzu objevují psané spíše jako dvě slova, u jiných převažuje podoba jednoslovná.
- typ poprvé –⁠ po prvé, zaprvé –⁠ za prvé; do tohoto „zvláštního typu“ příručka řadí příslovečné spřežky vzniklé spojením předložek s číslovkami (po páté –⁠ popáté) nebo některými zájmeny (po každé –⁠ pokaždé); u všech je možný zápis obojím způsobem, avšak čím delší je číslovka, tím spíše ji budeme psát zvlášť (např. po dvacáté páté)
- typ v celku × vcelku; u těchto spřežek došlo k posunu významu od původních významů slov, z nichž byly utvořeny, tj. způsobem psaní se rozlišuje význam.

Nepodepsaný článek v Naší řeči v roce 1943 cituje § 33 dobových pravidel pravopisu, která uváděla: „Protože však je onen přechod (od předložkového spojení k významu příslovce) plynulý a ve výslovnosti (přizvukování) nemáme pro rozlišování obou případů nijaké opory, bývá ve psaní těchto t. zv. příslovečných spřežek hojně kolísání.“ Článek se pak pokouší hledat pomůcky pro toto rozlišování. 

V případě spřežek tvořených z předložky a podstatného jména článek uvádí jako rozlišovací kritérium adverbializace, jestli  ke jménu lze připojit nějaký přívlastek shodný nebo neshodný, což význam příslovečné spřežky nedovoluje – např. vzal děvče do (divokého) kola oproti otočil se dokola.
V případě spojení předložky s přídavným jménem článek navrhuje takový výraz nahradit jednoduchým příslovcem. Jde-li to, pak je třeba jej psát jako spřežku. Uváděné příklady však nejsou z dnešního hlediska příliš přesvědčivé – např. rozřezal tyče na krátko (na krátké kusy), ale uvázal psa nakrátko (krátce). Podobné rozlišování uvádí článek i pro spojení předložky se zájmenem nebo s číslovkou.
Obecně článek vychází z kritéria, že výrazy předložkové, které je třeba psát odděleně, lze rozvádět nebo doplňovat do souznačného spojení ukazujícího názorně, že je v nich ještě zachován původní význam předložkového pádu. Jednoznačně spřežkami pak jsou výrazy, které obsahují tvary nebo vazby, které samostatně už neexistují, například probůh (4. pád slova Bůh za předložkou pro už dnes není možný), vzhůru (předložka vz už neexistuje samostatně), vzápětí, najevo, najevě, nakrátce (krátce = 6. pád neurčitého tvaru), vnově, pořídku, porůznu atd. Ovšem některá taková ustrnulá spojení se podle článku z roku 1943 píšou odděleně, takže na tuto pomůcku nelze zcela spoléhat: na kůň, na bíle dni, z čista jasna a pod.
Nejméně problematické jsou podle zmíněného článku spojení předložky s příslovcem, u nichž nebývá – kromě řídkých spojení zvláště s předložkou na a za (na víc, za dost) – ona dvojitost významu, a tedy je vždy píšeme dohromady (dodnes, podnes, dovnitř, zevnitř, povždy, provždy, přespříliš, ponejprv atd.).
Podle Miloše Dokulila (1959) se některé předložky splývání v spřežku vzpírají – mezi takové předložky podle něj patří k, o, u a většina předložek nepůvodních (vedle, podle, krom(ě), proti, naproti, vůči aj.), až na výjimky (např. „mimoto“).  

### Výskyt příslovečných spřežek a jejich nespřažených protějšků
Podle výzkumu Petry Burdové, provedeného nad jazykovými korpusy v roce 2019 byly nejčastějšími příslovečnými spřežkami:
- dle korpusu SYN verze 7 slova: přitom, občas, dodnes, přičemž, doslova, dohromady, najednou, dopoledne, dopředu, zdaleka. Slovo „přitom“ přitom vítězí s velkým náskokem – má zhruba trojnásobný výskyt oproti druhému slovu v seznamu, slovu „občas“.
- dle korpusu Araneum Bohemicum Maximum výrazy: nahoru, na začátku, nablízko, naboso i na boso, načas i na čas, a mezi desítku nejfrekventovanějších se dostaly i chybné (kodifikací nepřipuštěné) tvary na horu, nazačátku a na blízko.

V rámci výzkumu, kdy bylo posuzováno 230 tvarů, z toho 74 dle kodifikace z roku 1993 chybných, bylo v jazykových korpusech nalezeno 7 případů, kdy „špatná“ varianta převyšuje v počtu případů svůj kodifikačně správný protějšek. Největší rozdíl je u slov naven, začas a zadlouho (kde kodifikace z roku 1993 připouští pouze psaní dohromady, které se v reálném úzu vyskytuje minimálně). Menší rozdíl je u slov nablízko, odvždy a zajedno. V rámci zkoumaného souboru slov jediným opačným případem, kde kodifikace připouští pouze oddělené psaní, ale v praxi převažuje spřežka psaná dohromady, je slovo „zezačátku“.
Dále byly v rámci výzkumu pomocí korpusu SYN2006PUB sledovány trendy, které další „špatné“ varianty mají tendenci získat dominanci nad „správnými“ variantami a tedy by mohly aspirovat na uznání za pravopisné dublety. Žádné takové případy však nebyly nalezeny: v případě tvarů odkdy a nadto se trend přiklání směrem ke kodifikaci (tj. psaní dohromady), v případě tvaru dokdy se sice zvýšil podíl výskytu nesprávné varianty „do kdy“, ale zcela nepatrně.
Dále se výzkum v rámci zkoumaného souborů výrazů soustředil na ty dublety, jejichž podíl v úzu je pod 5 procent, a tedy by mohly být adepty na vyřazení z kodifikace. Mezi takové patří odděleně psané výrazy z hluboka, po případě, z daleka. Zcela nulový výskyt vykazují v korpusech spřažené varianty předpolednem a předvečerem, v korpusu Araneum Bohemicum Maximum i tvar zanic. U tvarů na ruby a do nedávna výskyt v korpusu Araneum Bohemicum Maximum jen mírně 5 procent přesahuje. Mezi velmi řídce se vyskytující varianty patří též oddělené psaná na boso, do hola, po každé a z blízka, avšak trend jejich výskytu není klesající, ale naopak stoupající.
Za známku toho, že se úzus a cit uživatelů jazyka rozchází s kodifikací, lze považovat i ty tvary, které bývají zmiňovány jako „časté chyby“. Jde nejen o ty případy, kdy uživatel jazyka nepochopí významový rozdíl nebo ulpí na starší kodifikaci a nerespektuje novou, ale i případy, kdy naopak kodifikátor nedostatečně respektuje pravopisný a gramatický systém nebo neakceptuje převažující úzus. Internetová jazyková příručka jako „výrazy nesprávně považované za spřežky“ zejména celou skupinu zpodstatnělých přídavných jmen užívaných pouze či převážně ve čtvrém pádu s předložkou „na“: na shledanou, na viděnou, na slyšenou, na rozloučenou, na odchodnou, na uvítanou, na zotavenou, na posilněnou, na pováženou, na uváženou, na rozmyšlenou, na vysvětlenou, na srozuměnou, na upřesněnou, na vybranou, (jako) na zavolanou.
Jako ojedinělý případ „časté chyby“ pak Internetová jazyková příručka samostatně uvádí spojení „na rozdíl“, které podle příručky „je nutné“ psát jako slova dvě, přičemž uživatele, kteří by tento výraz považovali za příslovečnou spřežku, příručka osočuje, že toto chápání je mylné. Příručka sice nevysvětluje přesvědčivě, proč toto spojení není připouštěno i ve formě spřežky, ale bylo doloženo, že toto spojení, které se ve spisovné češtině objevuje od 40. let 19. století, nemá funkci příslovce, ale funkci předložky nebo spojky, tedy pokud by šlo o spřežku, pak nikoliv o příslovečnou.  
Občas se objevují i různé formy opozice vůči kodifikaci či podnětů k její změně: například učitel češtiny Viktor Tichák v roce 2015 uvedl, že „intuice nám velí psát dohromady „nashledanou“, MS Word nepodtrhuje, pravopisně správně to ale není“, a že svá oblíbená slova „kdyžtak“ a „stejnětak“, která oficiálně neexistují, musí používat ilegálně, stejně jako spojku „jaktože“, přestože splňují kritéria, aby se mohla stát jednoslovnými výrazy, a v tomto svém odporu se vidí jako člena „rozzuřeného davu češtinářů, demonstrujícího před Ústavem pro jazyk český AV“. Také upozorňuje na nekonzistentnost normy, že „namodro“ můžeme psát dohromady, „na bledě modro“ už zase ne.

## Angličtina
V angličtině lze zčásti obdobný jev nalézt v rámci složených příslovcí (compound adverbs), např. therefore, thereupon, overnight, somtimes, in-house, off-line atd., včetně některých ustrnulých formálních variet (henceforth, henceforward, hereupon, thenceforward, thereafter, thereupon, whereupon).  